# Ruben Oliven
Ruben George Oliven (Porto Alegre, 24 de outubro de 1945) é um antropólogo, pesquisador e professor universitário brasileiro.
Membro titular da Academia Brasileira de Ciências, comendador e grande oficial da Ordem Nacional do Mérito Científico, Ruben é professor titular do Departamento de Antropologia da Universidade Federal do Rio Grande do Sul. Sua área de interesse é antropologia urbana, revitalização das tradições regionais, nacionais e identidades, cultura popular, música popular, significados simbólicos de dinheiro e América Latina.

## Biografia
Ruben nasceu na capital gaúcha, em 1945. Filho de pais judeus alemães, estudou no Colégio Farroupilha e, por três anos, no Colégio Israelita-Brasileiro. Concluiu o Ensino Médio no Colégio Estadual Júlio de Castilhos.
Graduou-se em Ciências Sociais e Ciências Econômicas (em 1968) e obteve o Mestrado em Planejamento Urbano (1973) pela Universidade Federal do Rio Grande do Sul (UFRGS). Fez o doutorado em ciências sociais pela Universidade de Londres (1977). Recebeu o seu PhD na Universidade de Londres (University of London, London School of Economics and Political Science). É professor titular de antropologia da Universidade Federal do Rio Grande do Sul. Foi professor visitante da Universidade da Califórnia, Universidade de Berkeley e  da École des hautes études en sciences sociales de Paris.

## Realizações
Desde maio de 2007 integra a Academia Brasileira de Ciências. Foi presidente da Associação Brasileira de Antropologia (gestão 2000-2002) e da Associação Nacional de Pós-Graduação e Pesquisa em Ciências Sociais.
Manteve uma coluna mensal no jornal Zero Hora entre 2014 e 2015.

## Prêmios
Foi agraciado na Ordem Nacional do Mérito Científico como comendador no ramo de conhecimento de Ciências sociais e humanas e, durante dois anos sucessivos, o prêmio Pesquisador Destaque da Área Ciências Humanas e Sociais da Fundação de Amparo à Pesquisa do Estado do Rio Grande do Sul.
Recebeu a Medalha Roquette Pinto, prêmio da Associação Brasileira de Antropologia, em 2003.
Recebeu o Prêmio Érico Vannucci Mendes por sua contribuição ao estudo da Cultura Brasileira e o Prêmio ANPOCS de Excelência Acadêmica em Antropologia, em 2014. Em 2018 foi agraciado com a Grã-Cruz da Ordem Nacional do Mérito Científico, a mais alta distinção concedida a cientistas brasileiros.

## Publicações

### Livros
- Computador, fax, celular, Internet e outras pragas que nos assolam (ISBN 978-987-1183-69-2, Consejo Latinoamericano de Ciencias Sociales, Buenos Aires. Julio 2007)
- Futbol y Cultura  (ISBN 9580461554, Grupo Editorial Norma, February 2001 Paperback)
- Nacion y Modernidad la Reinvencion de la Identidad Gaúcha en el Brasil (ISBN 950-23-1034-9, Eudeba, December 1999 Paperback
- Tradition matters (Columbia University Press, 1996)
- Constituição de 1988 na Vida Brasileira (Ruben Oliven e outros - organizadores, ISBN 9788560438822, Editora Hucitec)
- A Antropologia de Grupos Urbanos (ISBN 9788532607744 / ISBN 8532607748), Editora Vozes, 1985)
- A Parte e o Todo - A Diversidade Cultural no Brasil-nação (ISBN 853263253X, Editora Vozes, 1982)
- Violência e Cultura no Brasil (ISBN 85-326-0063-8, Editora Vozes, 1982)
- Urbanização e Mudança Social no Brasil (ISBN Editora Vozes, 1980)
- Metabolismo Social da Cidade e Outros Ensaios (Editora UFRGS, 1974)

### Dossiês organizados
- Horizontes Antropológicos - Antropologia e Consumo (Ano 13 N 28, Editora UFRGS, 2007)
- Horizontes Antropológicos - Diferenças Culturais (Ano 3 N 5 Julho, Editora UFRGS, 1997)

### Artigos
- Looking at Money in America  (previamente publicado em Critique of Anthropology, volume 18, número 1, 1998, p. 35-59)
- O vil metal. O dinheiro na música popular brasileira  (ANPOCS - Associação Nacional de Pós-Graduação e Pesquisa em Ciências Sociais)
- A fabricação do gaúcho. In: Ciências Sociais Hoje. São Paulo: Cortez, 1985.
- Industrialização, urbanização e meios de comunicação de massa. In: MELO, José Marques de (org.). Comunicação e transição democrática. Porto Alegre: Mercado Aberto, 1985.
- O maior movimento de cultura popular do mundo: o Tradicionalismo Gaúcho. Cadernos de Antropologia, Porto Alegre: IFCS/ UFRGS, n.1, 1990.
- O nacional e o regional na construção da identidade brasileira. Revista Brasileira de Ciências Sociais. São Paulo: Cortez/ ANPOCS, v.1, n.2, 1986